# Охота (Варшава)
Охота (пол. Ochota) — лівобережна дільниця (район) Варшави. Це одна з 18 адміністративних одиниць польської столиці згідно з «Уставою про устрій Столичного Міста Варшави» від 15 березня 2002 року.
За інформацією Центрального статистичного офісу Польщі в січні 2024 року площа дільниці становила 9,72 км² і населення налічувало 79357 мешканців.

## Географія
Адміністративні межі Охоти утворюють:
вул. Халубинського та Алея Незалежності (зі Середмістям),
вул. Стефана Баторія, вул. Жвірка та Вігури та південна частина Поля Мокотувського (з Мокотувом),
залізнична лінія Варшава-Радом (з Влохами),
залізнична лінія Варшава-Прошкув (з Волею).
Геометричним центром  дільниці є перехрестя вулиць Битви Варшавської 1920 р. та Бялобжеської.
Згідно з реєстром TERYT дільниця має такі частини:
- Охота
- Раковець
- Щєньшлівіце

Натомість Варшавська Міська система інформації (MSI) поділяє Охоту на
- Фільтри
- Стара Охота
- Раковець
- Щєньшлівіце

## Історія

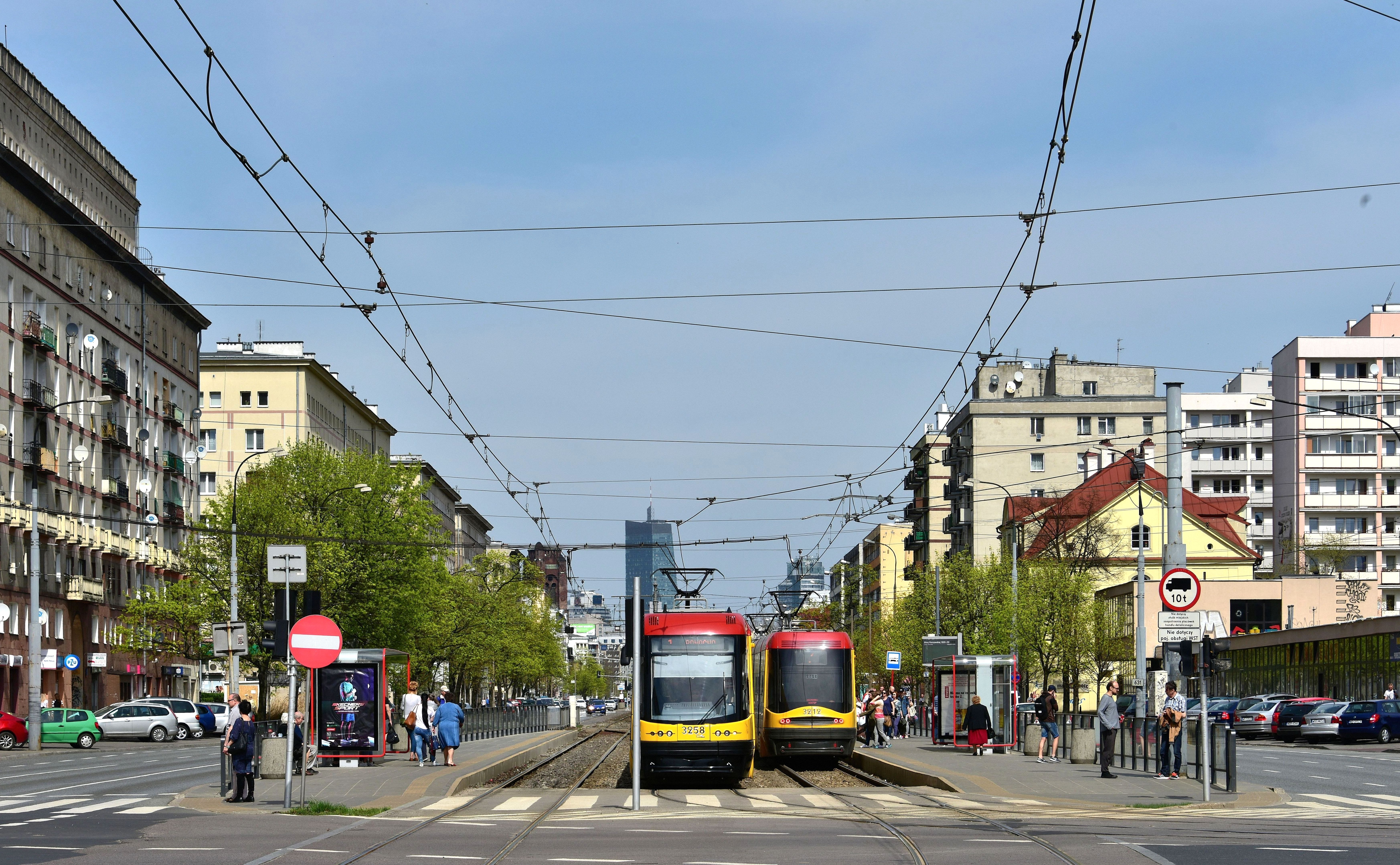
вул. Груєцька, головна вулиця Охоти

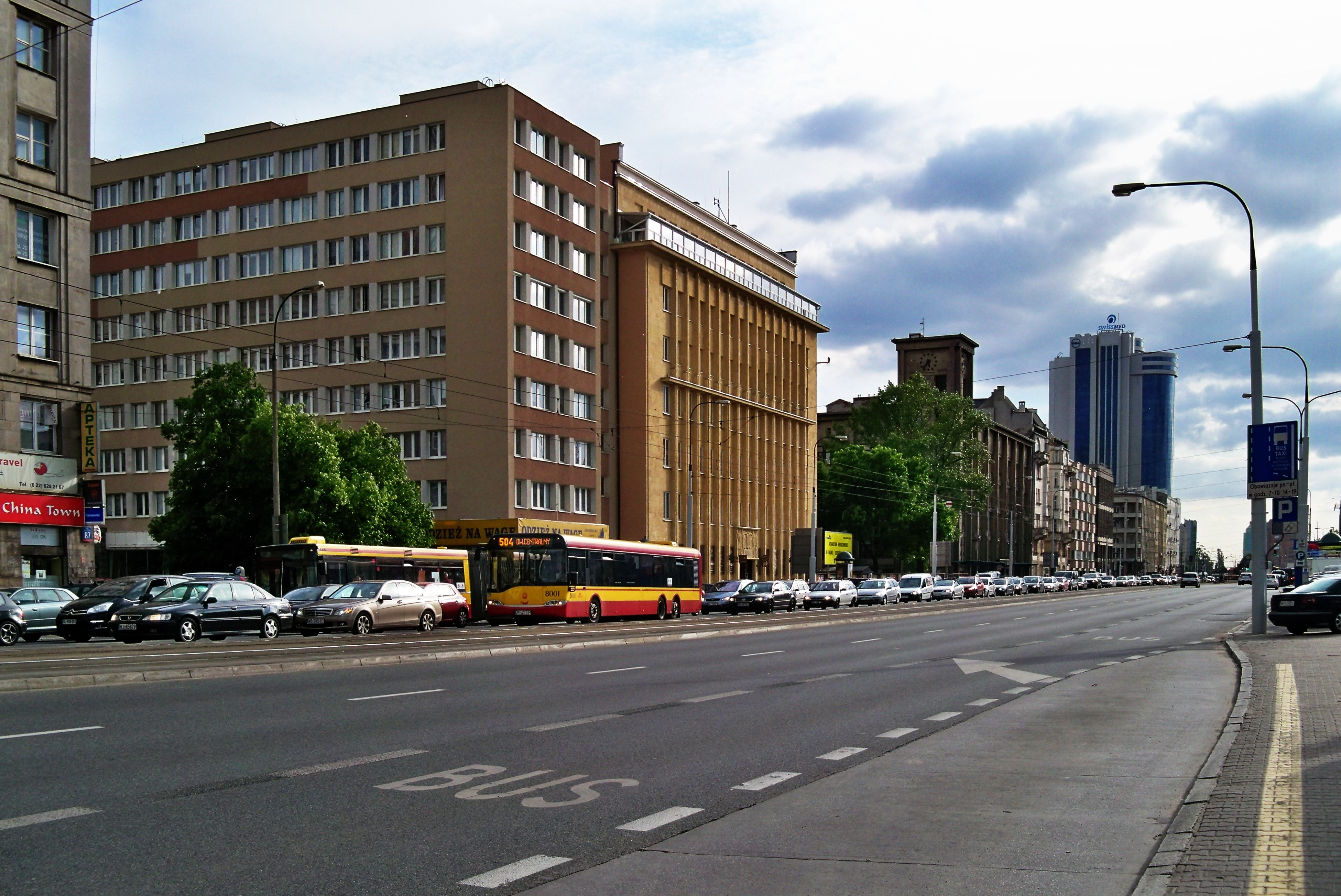
Єрусалимські алеї в Охоті

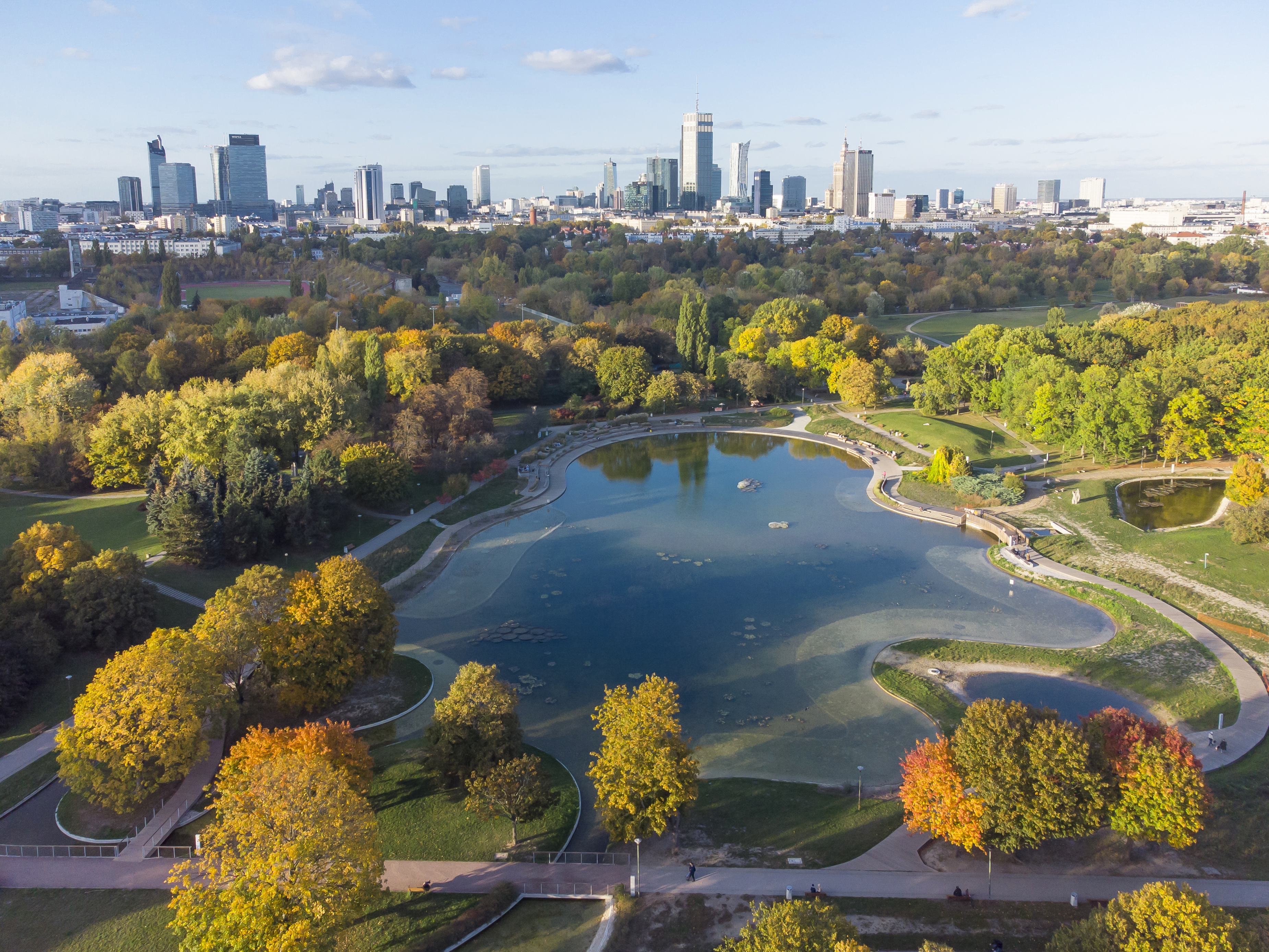
Поле Мокотувське

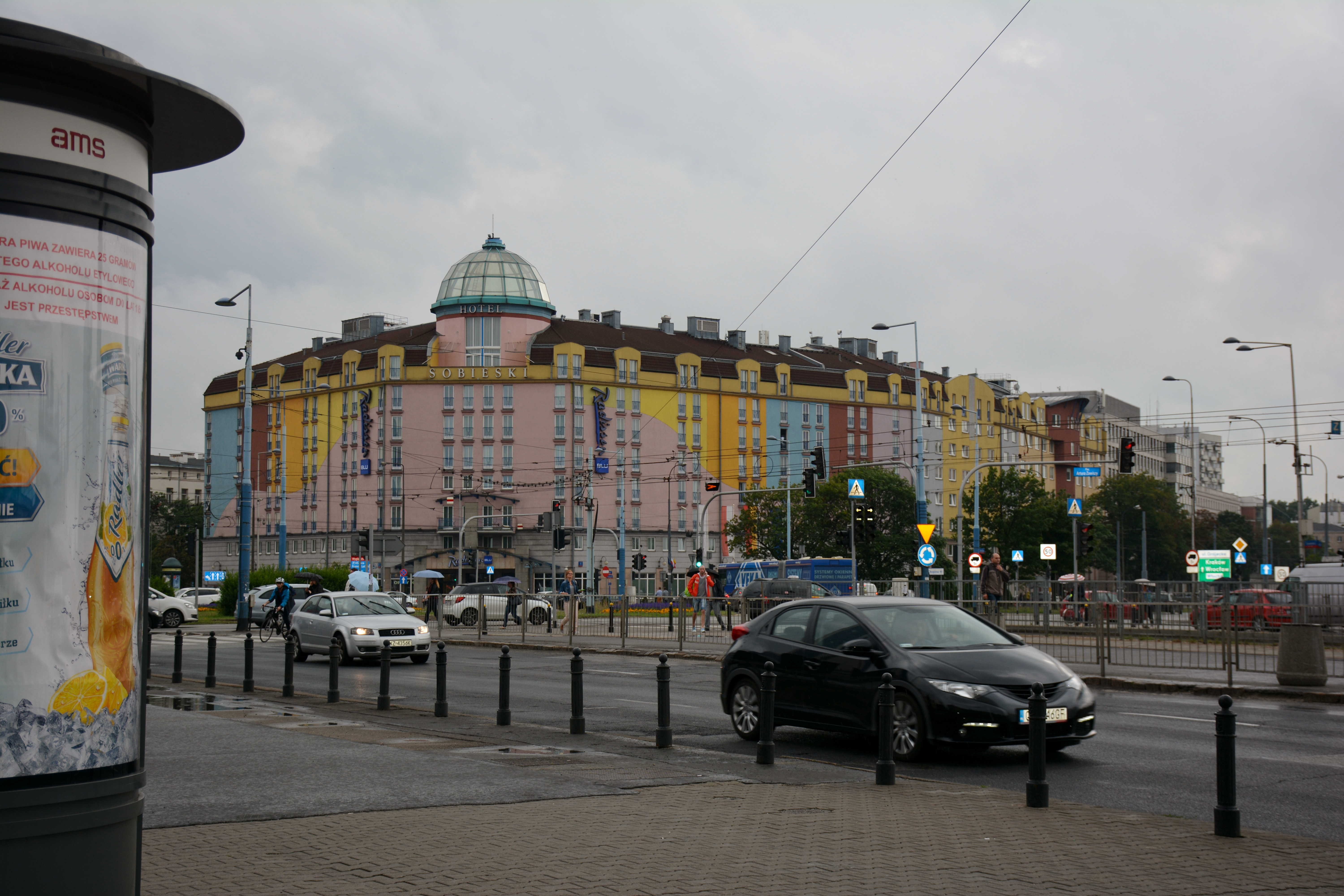
Стара Охота

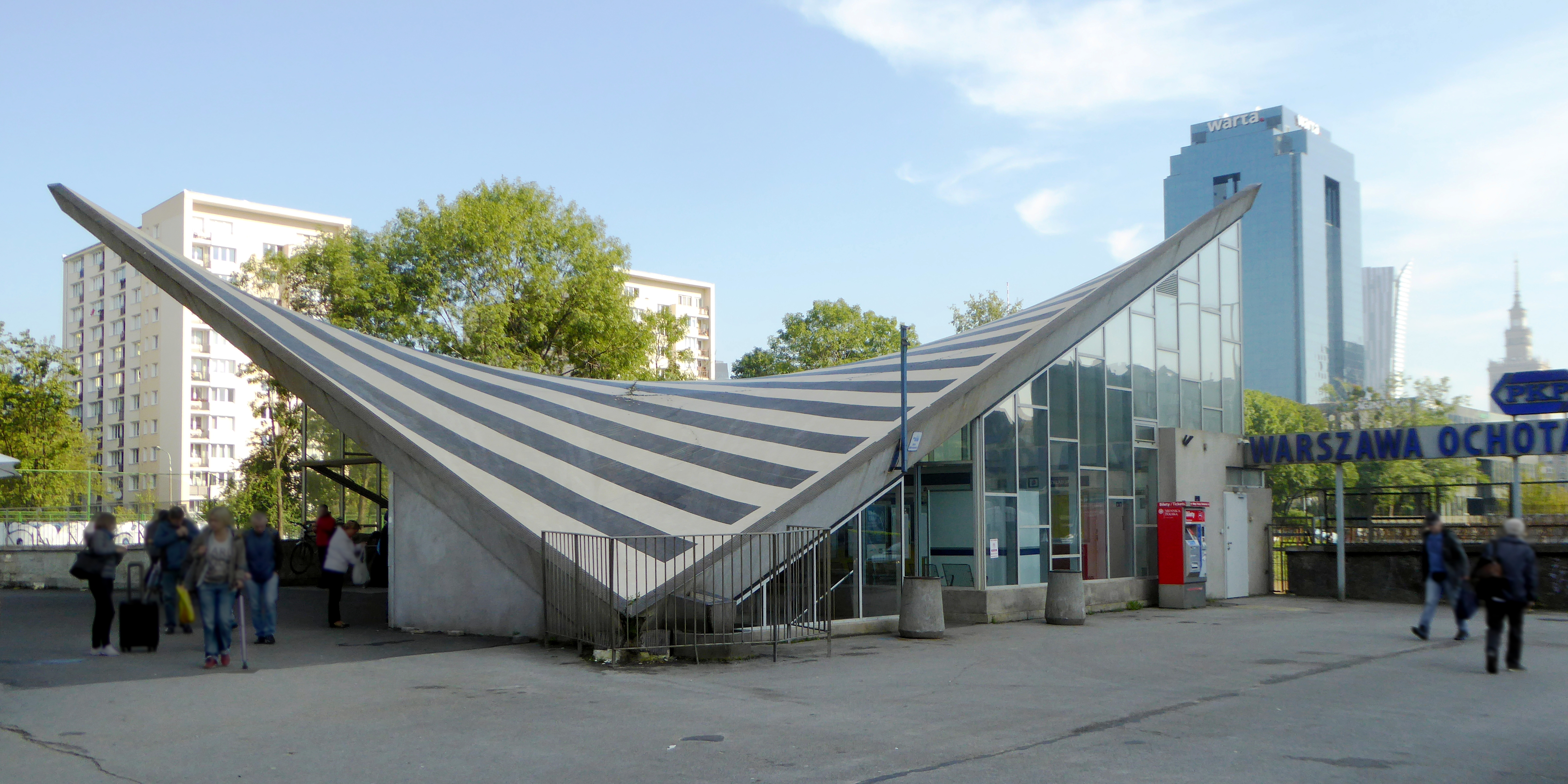
Залізнична станція Варшава-Охота

Перші письмові згадки про територію, на якій розташована сучасна Охота, датуються 1238 роком.
Назва дільниці походить від корчми «Охота», збудованої після 1831 року на перетині вулиць Груєцької та Каліської
Протягом тривалого часу Охота входила до складу королівського села Велика Воля. Розвитку території сприяли важливі дороги, що проходили нею, а саме:
- Королівська дорога (зокрема сучасні вулиці Нововєйська та Нємцевіча) з 1768 року,
- Краківське шосе (нинішня вулиця Груєцька) з 1817 року,
- Нова Єрусалимська дорога (сучасні Єрусалимські алеї) з 1817 року,
- Варшавсько-Віденська залізниця, збудована у 1840—1848 роках.

Подальшому розвитку Охоти наприкінці XIX століття також сприяли відкриття Фільтраційної станції 1886 року та лікарні Немовляти Ісуса 1901 року.
У міжвоєнний період в Охоті з'явилося багато житлових (зокрема колонії Сташиця та Любецького) і адміністративних будівель (Студентський дім «Академік», Головне управління Державних лісів).
Під час Варшавського повстання у серпні 1944 року, в Охоті сталося масове вбивство цивільного населення, відоме як «пацифікація Охоти».
За часів Другої світової війни 66 % будівель на території дільниці було повністю або суттєво знищено, ще 17 % — пошкоджено. Загальні втрати житлового фонду становили близько 83 %.
11 квітня 1945 року в Охоті почала діяти перша післявоєнна регулярна лінія міського транспорту у Варшаві, яку обслуговували вантажівки. У вересні того ж року запрацювала перша трамвайна лінія на лівому березі міста. У травні 1945 року в Охоті мешкало близько 11 тис. осіб, а в 1946 році — вже близько 59 тис.
Окрему адміністративну дільницю Охота було створено в часи Польської Народної Республіки 1951 року шляхом виділення частини територій Західної Варшави та приєднання Влох і Окенця, які тоді щойно були включені до складу Варшави. 1960 року територію дільниці розширено на схід — до вулиці Халубінського та алеї Незалежності. 1977 року до Охоти приєднали Урсус. В цей період в Охоті зведено автовокзал, багато нових житлових і адміністративних будівель, а також промислових підприємств.
Впродовж періоду ПНР та кількох років після, Охота, маючи статус району або гміни, охоплювала всю південно-західну частину Варшави, включно з деякими частинами міста, що традиційно вважалися Середмістям. Сучасні межі Охоти встановлено у 1994 році, коли вона стала дільницею у складі тодішньої гміни Варшава-Центрум.
На зміну характеру дільниці після 2000 року вплинуло створення Кампусу Охота — університетського містечка, що об'єднало на значній території багато наукових і академічних установ, а також комплексу офісних будівель Ochota Office Park на Єрусалимських алеях.

## Освіта і наука

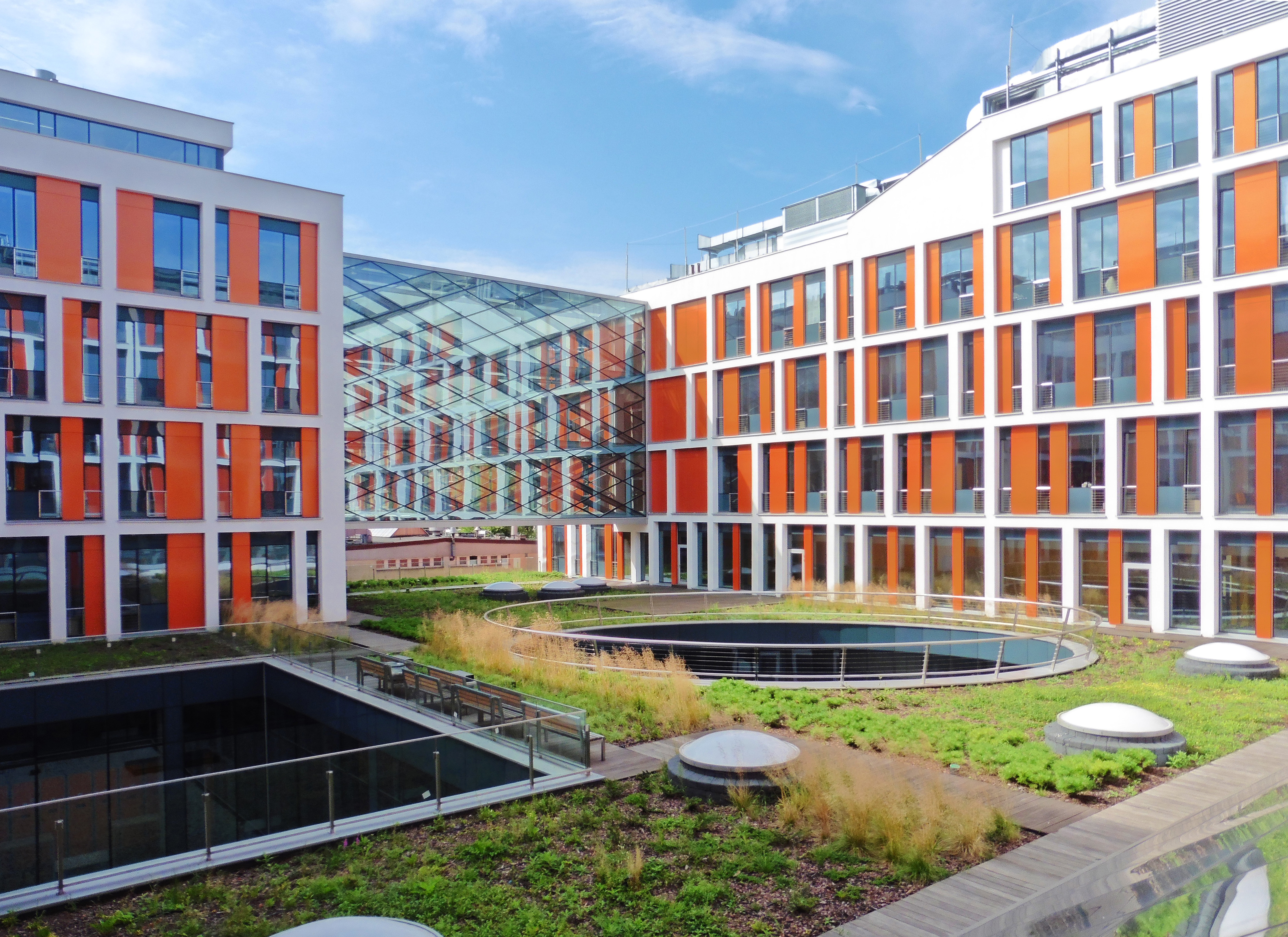
Фізичний факультет Варшавського університету

На терені району знаходяться 8 початкових шкіл, 6 ліцеїв, 5 шкільних комплексів і низка позашкільних закладів. 
На Охоті також містяться адмінбудівлі та корпуси кільканадцяти вищих навчальних закладів, а також ректорати Варшавського медичного університету, Вищої школи екології та менеджменту, Академії спеціальної педагогіки ім. Марії Гжегожевської, Польсько-японської академії комп'ютерних технологій та Вищої педагогічної школи ім. Януша Корчака. Там також знаходиться головний офіс Національної школи державної адміністрації.
Частина навчальних будівель міститься на терені Кампусу Охота, ядро якого складають факультети або інститути математики та природничих наук Варшавського університету та Польської Академії Наук.
1. ↑  Ustawa z dnia 15 marca 2002 r. o ustroju miasta stołecznego Warszawy. sejm.gov.pl (пол) . Сейм Республіки Польща. 27 жовтня 2002. Архів оригіналу за 17 квітня 2016. Процитовано 22 лютого 2016.
2. ↑  Powierzchnia i ludność w przekroju terytorialnym w 2024 roku. Tabl. 21 Powierzchnia, ludność oraz lokaty według gmin. stat.gov.pl (пол.). Główny Urząd Statystyczny. 22 липня 2024. Процитовано 29 липня 2025.
3. ↑  Krajowy Rejestr Urzędowego Podziału Terytorialnego Kraju. GUS (пол.). Процитовано 26 березня 2011.
4. ↑  Podział Warszawy na obszary Miejskiego Systemu Informacji. Dzielnica Ochota. Obszary MSI (пол.). Zarząd Dróg Miejskich w Warszawie. Процитовано 10 липня 2025.
5. ↑  Petrozolin-Skowrońska, Barbara, ред. (1994). Encyklopedia Warszawy (пол.). Warszawa: Wydawnictwo Naukowe PWN. с. 560. ISBN 9788301088361.
6. ↑  Wykaz placówek oświatowych. Dzielnicowe Biuro Finansów Oświaty Ochota m. st. Warszawy (пол.). Процитовано 5 серпня 2025.